# Hemerodromia subapicalis
Hemerodromia subapicalis är en tvåvingeart som beskrevs av Yang, Zhang och Zhang 2007. Hemerodromia subapicalis ingår i släktet Hemerodromia och familjen dansflugor.
Artens utbredningsområde är Marocko. Inga underarter finns listade i Catalogue of Life.